# Margaretamys
Margaretamys és un gènere de rosegadors de la família dels múrids. Conté quatre espècies, que viuen totes a Cèlebes. M. beccarii ja fou descrit el 1880 com a espècie de Mus i més tard com a Rattus.
Les espècies de Margaretamys tenen una llargada total d'entre 95 i 200 mm i mengen fruites i insectes.